# サトルジャパン
株式会社サトルジャパン（英文社名；SATORU JAPAN INC.）は、東京都渋谷区に本社を置く日本のモデルエージェンシー。

## 沿革・概要
1978年表参道 (原宿)に設立。1987年日本人部設立。

## 代表
代表取締役社長は小林悟。

## 所属するモデル
- AI
- 朝川ちあき
- ASUKA
- ANA CLARA
- AYANO
- ANDIE
- AnnA
- 大橋智美
- 大平真緒
- 奥田彩花
- 小椋知栄
- 川本広美
- 北川リサ
- 草刈情美
- KUYURI
- 小水彩
- 権藤朱実
- 佐伯美紗
- JIE
- 下枝愛
- 鈴木亜美
- 関絵理子
- 関水結花
- そのこ
- 平未歩
- 高野祐未
- 高橋彩
- 田中美奈子
- 谷本アヤ
- 田村笑美
- つぐみ
- 土屋希美
- TINA
- TAYLOR.R
- 冨田莉帆
- 中川愛理沙
- 那須ミラノ
- 西村真美子
- 新田知香
- 野田萌
- 服部麗
- 原歩美
- 原田奈月
- はるか
- 久本舞
- MAYUKA
- MIEKO
- 三村あみ
- 宗方鮎美
- 森田麻恵
- 矢野麻美
- 横山歩
- 吉村美樹
- REIKA
- RENNA
- 市川ユナ
- RACHEL
- 草刈情美
- シルビア
- ジェイシー
- 山神アリシア
- ちなつ
- 星野すみれ
- 藤井美希
- 林すみれ
- 三室侑
- 片山ユキ
- 水瀬彩乃
- 後藤さり
- 松谷百恵
- 黒木ユウ
- 岩城リオ
- 藤澤友千菜

## 過去に所属していたモデル
- SHIHO
- CHIHARU
- SHERRY.Q
- ジョジ後藤
- 愛未
- 結城公美子
- 斉藤アリス
- 藤井サチ
- 山田ローラ
- 山本ソニア
- Barbara(バービー)
- 真鈴
- 山本野乃香
- 夢子
- 田澤明日香
- 田辺アレクサンドラ
- KAT
- エイミィ
- LEA

## 過去に所属していたモデル（INTERNATIONAL）
- ALEXA